# Peter Sohn
Peter Sohn (Bronx, Nova York, 18 d'octubre de 1977) és un cineasta, animador, artista de guions il·lustrats i actor de veu estatunidenc, principalment conegut pel seu treball a Pixar Animation Studios. Va dirigir el curtmetratge Partly Cloudy (2009) i els llargmetratges El viatge d'Arlo (2015) i Elemental (2023). També va fer la veu original d'Emile a Ratatouille (2007), Squishy a Monsters University (2013) i Sox a Lightyear (2022).

## Primers anys
Sohn va néixer al Bronx, Nova York, fill dels immigrants coreans Yung Tahk Sohn i Hea Ja Sohn. Té un germà. Es va criar a Nova York.
Mentre estudiava a CalArts, va aconseguir una feina d'estiu treballant al llargmetratge d'animació The Iron Giant de Brad Bird

## Carrera
Després de graduar-se a l'escola, va treballar a The Walt Disney Company i Warner Bros. abans d'arribar a Pixar als departaments d'art i història de Buscant en Nemo (2003). També va treballar a Els increïbles (2004), Ratatouille (2007) i WALL-E (2008). Sohn va interpretar la veu d'Emile a Ratatouille. Va debutar com a director amb el curtmetratge Partly Cloudy el 2009 que també va escriure. Partly Cloudy es va incloure a l'Animation Show of Shows el 2009. Sohn va codirigir la versió en anglès de La Ponyo al penya-segat el 2009 amb els companys de Pixar John Lasseter i Brad Lewis. Russell, de Up (2009), es va basar en l'aparença de Sohn. Va interpretar la veu original de Russell al curt corresponent, George &amp; AJ (2009), i Squishy al llargmetratge Monsters University (2013).
Sohn va dirigir el llargmetratge El viatge d'Arlo, que es va estrenar el novembre de 2015. Va posar la veu original del seu personatge estiracosaure Forrest Woodbush. La pel·lícula va ser el primer fracàs de taquilla de Pixar.
Sohn havia de donar veu al personatge de Marvel Comics Ganke Lee al llargmetratge de Sony Pictures Animation del 2018 Spider-Man: Un nou univers, però els seus diàlegs es van eliminar de la pel·lícula final. No obstant això, va fer la veu de Ganke a la seqüela del 2023, Spider-Man: creuant el Multivers. Sohn va proporcionar la veu original de Sox a la pel·lícula de Pixar Lightyear (2022).
El segon llargmetratge que Sohn va dirigir a Pixar, Elemental, es basa en la seva experiència de créixer a Nova York. La pel·lícula incorpora els elements clàssics de foc, aigua, aire i terra com a residents sensibles d'una ciutat. La pel·lícula es va presentar fora de competició al 76è Festival Internacional de Cannes. Es va estrenar el 16 de juny de 2023. Tot i que el seu cap de setmana d'obertura va tenir un rendiment inferior, el rendiment de la pel·lícula va millorar en les setmanes següents i va rebre un boca-orella positiu que la va portar a convertir-se en un èxit sorpresa.

## Vida personal
Sohn està casat amb l'artista Anna Chambers, a qui va conèixer a CalArts. Durant la producció d'El viatge d'Arlo, van tenir dos fills.

## Filmografia

### Llargmetratges
| Any  | Títol                            | Director | Història | Productor delegat | Artista de guió il·lustrat | Artista de producció | Animador   | Consultor de la història | Altres | Actor de veu     | Notes                                                       |
| ---- | -------------------------------- | -------- | -------- | ----------------- | -------------------------- | -------------------- | ---------- | ------------------------ | ------ | ---------------- | ----------------------------------------------------------- |
| 1999 | The Iron Giant                   | No       | No       | No                | No                         | No                   | Addicional | No                       | Sí     |                  | Transicions                                                 |
| 2001 | Osmosis Jones                    | No       | No       | No                | No                         | No                   | Sí         | No                       | No     |                  |                                                             |
| 2003 | Buscant en Nemo                  | No       | No       | No                | Sí                         | Sí                   | No         | No                       | No     |                  |                                                             |
| 2004 | Els increïbles                   | No       | No       | No                | Sí                         | Sí                   | Sí         | No                       | Sí     | Mugger           | [ 19 ]                                                      |
| 2007 | Ratatouille                      | No       | No       | No                | Sí                         | No                   | Sí         | No                       | Sí     | Emile            |                                                             |
| 2008 | WALL-E                           | No       | No       | No                | Sí                         | No                   | No         | No                       | No     |                  |                                                             |
| 2009 | Up                               | No       | No       | No                | Sí                         | No                   | No         | No                       | No     |                  |                                                             |
| 2009 | Ponyo                            | No       | No       | No                | No                         | No                   | No         | No                       | Sí     |                  | Director: doblatge a l'anglès a la versió dels Estats Units |
| 2010 | Toy Story 3                      | No       | No       | No                | No                         | Addicional           | No         | No                       | No     |                  |                                                             |
| 2012 | Brave                            | No       | No       | No                | Addicional                 | No                   | No         | No                       | No     |                  |                                                             |
| 2013 | Monsters University              | No       | No       | No                | No                         | No                   | No         | No                       | Sí     | Squishy          |                                                             |
| 2015 | Del revés                        | No       | No       | No                | No                         | No                   | No         | No                       | Sí     |                  | Equip creatiu sènior de Pixar                               |
| 2015 | El viatge d'Arlo                 | Sí       | Sí       | No                | No                         | No                   | No         | No                       | Sí     | Forrest Woodbush | Equip creatiu sènior de Pixar                               |
| 2016 | Buscant la Dory                  | No       | No       | No                | No                         | No                   | No         | No                       | Sí     |                  | Equip creatiu sènior de Pixar                               |
| 2017 | Cars 3                           | No       | No       | No                | No                         | No                   | No         | No                       | Sí     | Veus Addicionals | Equip creatiu sènior de Pixar                               |
| 2017 | Coco                             | No       | No       | No                | No                         | No                   | No         | No                       | Sí     |                  | Equip creatiu sènior de Pixar                               |
| 2018 | Incredibles 2                    | No       | No       | No                | No                         | No                   | No         | Sí                       | Sí     |                  | Equip creatiu sènior de Pixar                               |
| 2019 | Toy Story 4                      | No       | No       | No                | No                         | No                   | No         | No                       | Sí     |                  | Equip creatiu sènior de Pixar                               |
| 2020 | Onward                           | No       | No       | No                | No                         | No                   | No         | No                       | Sí     |                  | Equip creatiu sènior de Pixar                               |
| 2020 | Soul                             | No       | No       | No                | No                         | No                   | No         | No                       | Sí     |                  | Equip creatiu sènior de Pixar                               |
| 2021 | Luca                             | No       | No       | Sí                | No                         | No                   | No         | No                       | Sí     | Ciccio           | Equip creatiu sènior de Pixar                               |
| 2022 | Turning Red                      | No       | No       | No                | No                         | No                   | No         | No                       | Sí     |                  | Equip creatiu sènior de Pixar                               |
| 2022 | Lightyear                        | No       | No       | No                | No                         | No                   | No         | No                       | Sí     | Sox              | Equip creatiu sènior de Pixar                               |
| 2023 | Spider-Man: creuant el Multivers | No       | No       | No                | No                         | No                   | No         | No                       | Sí     | Ganke Lee        |                                                             |
| 2023 | Elemental                        | Sí       | Sí       | No                | No                         | No                   | No         | No                       | Sí     |                  | Equip creatiu sènior de Pixar                               |
| 2024 | Inside Out 2                     | No       | No       | No                | No                         | No                   | No         | No                       | Sí     |                  | Equip creatiu sènior de Pixar                               |
| 2025 | Elio                             | No       | No       | No                | No                         | No                   | No         | No                       | Sí     |                  | Equip creatiu sènior de Pixar                               |

### Curtmetratges i especials de televisió
| Any  | Títol                                      | Director | Escriptor | Artista de producció | Director de fotografia | Animador | Altres | Actor de veu     | Notes                           |
| ---- | ------------------------------------------ | -------- | --------- | -------------------- | ---------------------- | -------- | ------ | ---------------- | ------------------------------- |
| 2005 | One Man Band                               | No       | No        | Sí                   | No                     | No       | No     |                  |                                 |
| 2007 | Violet                                     | No       | No        | No                   | Sí                     | No       | No     |                  |                                 |
| 2007 | Your Friend the Rat                        | No       | No        | No                   | No                     | No       | Sí     | Emile            | Intèrpret de la cançó: "Plan B" |
| 2008 | Cars Toons: Mater's Tall Tales             | No       | No        | No                   | No                     | No       | Sí     | Veus Addicionals | Episodis 1-4                    |
| 2009 | Trifles                                    | No       | No        | No                   | Sí                     | No       | No     |                  |                                 |
| 2009 | Leonardo                                   | No       | No        | No                   | No                     | Sí       | No     |                  |                                 |
| 2009 | Partly Cloudy                              | Sí       | Sí        | No                   | No                     | No       | No     |                  |                                 |
| 2009 | George & A.J.                              | No       | No        | No                   | No                     | No       | Sí     | Russell          |                                 |
| 2011 | Toy Story Toons: Small Fry                 | No       | No        | No                   | No                     | No       | Sí     | Recycle Ben      | Agraïment especial              |
| 2013 | Toy Story of Terror!                       | No       | No        | No                   | No                     | No       | Sí     | Transitron       | Especial de televisió           |
| 2013 | A Monsters University Short: Party Central | No       | No        | No                   | No                     | No       | Sí     | Squishy          |                                 |

### Videojocs
| Any  | Títol                                     | Paper de veu |
| ---- | ----------------------------------------- | ------------ |
| 2007 | samfaina                                  | Emile        |
| 2012 | Kinect Rush: una aventura de Disney-Pixar | Emile        |
| 2013 | Disney Infinity                           | Squishy      |

### Altres crèdits
| Any  | Títol          | Crèdit                            |
| ---- | -------------- | --------------------------------- |
| 2009 | Tracy          | Creador de blocs                  |
| 2015 | Borrowed Time  | Agraïment                         |
| 2018 | Bao            | Agraïment especial                |
| 2019 | Purl           | Agraïment especial                |
| 2019 | Smash and Grab | Story Brain Trust de Brian Larsen |
| 2019 | Kitbull        | Story Trust de Rosana Sullivan    |
| 2019 | Wind           | Story Trust                       |
| 2020 | Out            | Story Trust                       |